# Julie and the Phantoms
Julie and the Phantoms fue una serie de televisión web de comedia dramática y antología musical estadounidense de una temporada creada por Dan Cross y David Hoge que se estrenó en Netflix el 10 de septiembre de 2020. La serie está basada en la serie de televisión brasileña de drama musical del mismo nombre.
El 18 de diciembre de 2021, Netflix canceló la serie después de una temporada.

## Sinopsis
Julie Molina, una joven de dieciséis años, acaba de perder a su madre y con ella, sus ganas de seguir dedicándose a la música. Todo esto cambia cuando, un día ordenando el estudio de su madre, encuentra el álbum de un grupo de música, Sunset Curve, entre las cosas de su madre. Cuando lo comienza a reproducir aparecen tres de los integrantes de esta banda quienes habían muerto hace 25 años, Luke, Alex y Reggie. Juntos van a devolver a Julie su amor por la música, al descubrir que cuando tocan música con ella pueden ser vistos por los mortales(o corpóreos como los llaman los fantasmas).

## Reparto

### Principales
- Madison Reyes como Julie Molina, una joven estudiante de música en la secundaria Los Feliz, que lucha por hacer cantar después de la muerte de su madre.
- Charlie Gillespie como Luke, el cantante y guitarrista de Julie and The Phantoms, que desea motivar a Julie.
- Owen Joyner como Alex, el consejero y baterista de Julie and The Phantoms.
- Jeremy Shada como Reggie, el bajista de Julie and The Phantoms, entusiasta del grupo.
- Jadah Marie como Flynn, la mejor amiga de Julie, además es una DJ y el principal apoyo emocional de Julie.
- Sacha Carlson como Nick, el novio de Carrie y el interés amoroso de Julie al principio de la temporada.
- Savannah Lee May como Carrie, némesis de Julie y ex amiga, líder de Dirty Candy.

### Secundarios
- Carlos Ponce como Ray Molina, el padre de Julie.
- Cheyenne Jackson como Caleb Covington, un famoso fantasma propietario del Hollywood Ghost Club.
- Sonny Bustamante como Carlos Molina, el hermano menor de Julie.
- Alison Araya como la tía Victoria, la tía de Julie y la cuñada de Ray.
- Marci T. House como la Sra. Harrison, maestra del programa de música de Julie.
- Booboo Stewart como Willie, un fantasma que es el amor platónico de Alex.
- Victoria Caro como Kayla, bailarina en Dirty Candy y la mejor amiga de Carrie.

## Producción

### Desarrollo
El 9 de abril de 2019, Kenny Ortega firmó un acuerdo general de varios años con Netflix, incluida la producción de Julie y los fantasmas
Ortega fue productor ejecutivo de la serie junto a Dan Cross, David Hoge, George Salinas y Jaime Aymerich. Cross y Hoge también sirven como showrunners. Las compañías de producción involucradas en la serie estaban programadas para consistir en Crossover Entertainment y Mixer Entertainment. La serie fue lanzada el 10 de septiembre de 2020. El 26 de agosto de 2020, se lanzó un avance oficial. El 18 de diciembre de 2021, Netflix canceló la serie después de una temporada. El 4 de marzo de 2022, Ortega confirmó que no hay planes para que la serie regrese a Netflix ni a ninguna otra plataforma por el momento.

### Casting
El 21 de julio de 2019, tras el anuncio de la fecha de estreno de la serie, Madison Reyes, Charlie Gillespie, Jeremy Shada, Owen Patrick Joyner, Jadah Marie, Sacha Carlson y Savannah May fueron elegidos para los papeles protagónicos, mientras que Booboo Stewart, Cheyenne Jackson, Carlos Ponce y Sonny Bustamante fueron elegidos para papeles recurrentes.

### Rodaje
La filmación principal de la serie comenzó el 17 de septiembre de 2019 y terminó el 14 de diciembre de 2019 en Burnaby, Columbia Británica.

## Música
Se lanzó una banda sonora el 10 de septiembre de 2020 junto con su debut en serie en el servicio de transmisión. «Unsaid Emily» ha sido el primer singles de la serie en alcanzar el millón de reproducciones en Spotify.

### Lista de canciones
| Julie and the Phantoms: Season 1 (From the Netflix Original Series) |                                    |                                                                     |          |  |
| N.º                                                                 | Título                             | Artista(s)                                                          | Duración |  |
| 1.                                                                  | «Now or Never»                     | Charlie Gillespie, Owen Patrick Joyner, Jeremy Shada                | 3:04     |  |
| 2.                                                                  | «Wake Up»                          | Madison Reyes                                                       | 3:37     |  |
| 3.                                                                  | «This Band is Back (Reggie's Jam)» | Jeremy Shada, Charlie Gillespie, Owen Patrick Joyner                | 1:40     |  |
| 4.                                                                  | «WOW»                              | Savannah Lee May                                                    | 3:10     |  |
| 5.                                                                  | «Bright»                           | Charlie Gillespie,Owen Patrick Joyner, Jeremy Shada, Madison Reyes  | 3:12     |  |
| 6.                                                                  | «Flying Solo»                      | Madison Reyes, Charlie Gillespie, Owen Patrick Joyner,Jeremy Shada  | 3:04     |  |
| 7.                                                                  | «I Got the Music»                  | Madison Reyes and Jadah Marie                                       | 3:47     |  |
| 8.                                                                  | «The Other Side of Hollywood»      | Cheyenne Jackson                                                    | 3:20     |  |
| 9.                                                                  | «All Eyes On Me»                   | Savannah Lee May                                                    | 3:42     |  |
| 10.                                                                 | «Finally Free»                     | Madison Reyes, Charles Gillespie, Owen Patrick Joyner, Jeremy Shada | 3:01     |  |
| 11.                                                                 | «Perfect Harmony»                  | Madison Reyes, Charles Gillespie                                    | 3:24     |  |
| 12.                                                                 | «Edge of Great»                    | Madison Reyes, Charles Gillespie, Owen Patrick Joyner, Jeremy Shada | 3:01     |  |
| 13.                                                                 | «Unsaid Emily»                     | Charles Gillespie                                                   | 3:50     |  |
| 14.                                                                 | «You Got Nothing to Lose»          | Cheyenne Jackson                                                    | 3:04     |  |
| 15.                                                                 | «Stand Tall»                       | Madison Reyes, Charlie Gillespie, Owen Patrick Joyner, Jeremy Shada | 3:33     |  |

## Recepción
Caroline Framke de Variety escribió: «Claro, sus aventuras de fantasmas se vuelven muy tontas, muy rápidamente. ¡Pero a quién le importa! Julie and the Phantoms es lo suficientemente divertida y adorable como para que nada de eso importe realmente».
Para la serie, el agregador de reseñas Rotten Tomatoes informó una calificación de aprobación del 91% en base a 22 críticas, con una calificación promedio de 7.75 / 10. Metacritic le dio a la serie un puntaje promedio ponderado de 76 sobre 100 basado en 6 reseñas, lo que indica «reseñas generalmente favorables».
Aunque, las críticas y el apoyo de los fans, no sirvió de nada, ya que Netflix decidió cancelar la serie a fines de diciembre del 2021, dejando tristes a los fans.